# Non stop road/通向明天的歸途
「Non stop road／通向明天的归途」（Non stop road／明日への帰り道）是sphere的第10張單曲。2012年4月25日由GloryHeaven發行。

## 概要
與前作「HIGH POWERED」相隔半年發行，是2012年的第1張單曲。「收集群風／Brave my heart」以来，7作（約2年半）發行的兩A面單曲。

## 收錄曲
1. Non stop road [4:39]
作詞：畑亞貴、作曲：江並哲志、編曲：虹音
電視動畫『夏色奇蹟』主題曲
2. 明日への帰り道 [4:33]
作詞：こだまさおり、作曲：町田紀彦、編曲：増田武史
電視動畫『夏色奇蹟』片尾曲
3. Non stop road（Off Vocal）
4. 明日への帰り道（Off Vocal）

DVD（只限初回限定盤）
1. Non stop road（Music Clip）

## 外部連結
- GloryHeaven介紹網頁
  - 初回限定盤（页面存档备份，存于）
  - 通常盤（页面存档备份，存于）
  - 夏色盤（页面存档备份，存于）